# Международная федерация спортивного скалолазания
Международная федерация спортивного скалолазания (англ. International Federation of Sport Climbing, сокр. IFSC) — международная организация, которая проводит международные соревнования по скалолазанию и проводит работу по развитию скалолазания, расширению географии, совершенствованию правил соревнований.

## История
В конце 80-х — начале 90-х французы на международном уровне пытались убедить Международный союз ассоциаций альпинизма (UIAA) в необходимости утвердить практику соревнований по скалолазанию, которые прошли в 1988 году в виде чемпионата мира, и в 1989 году в виде первого Кубка мира в лазании на трудность и лазании на скорость. Это движение возглавлял Пол Брэссет, создавший новую организацию внутри Международной организации ассоциаций альпинизма (UIAA), которая включала обучение судейского персонала и разработку правил проведения соревнований.
В 1997 году внутри Международного союза ассоциаций альпинизма (UIAA) была сформирована новая структура — Международный совет по скалолазанию (ICC), с целью предоставления скалолазанию значительной автономии и обеспечения его необходимыми инструментами для дальнейшего развития.
В 1998 году Международным советом по скалолазанию (ICC) была официально введена новая дисциплина скалолазания — боулдеринг. В виде эксперимента была проведена серия соревнований по боулдерингу «Top Rock Challenge».
В 1999 году боулдеринг включён в программу чемпионата мира.
В 2006 году Международный союз ассоциаций альпинизма (UIAA) решил прекратить управление скалолазанием и поддержать создание независимой международной федерации по управлению этим видом спорта.
27 января 2007 года во Франкфурте 68 федераций вошли в основанную Международную федерацию скалолазания (IFSC). Уставы и постановления новой международной федерации были единодушно приняты, и работа федерации началась.
28 апреля 2007 года Международную федерацию скалолазания в качестве нового участника приняло общее собрание Генеральной ассоциации международных спортивных федераций (AGFIS). Несколько недель спустя, Международная ассоциация Всемирных Игр (IWGA) сделала то же самое, подтверждая наличие скалолазания в программе Всемирных Игр 2009 в г. Гаосюн.
10 декабря 2007 года Международный олимпийский комитет предоставил условное признание Международной федерации скалолазания, приветствуя скалолазание в Олимпийском движении.
В настоящее время в состав Международной федерации скалолазания входит 81 национальная федерация с пяти континентов планеты.
Скалолазание продолжает развиваться, более 50 стран мира регулярно принимают участие в соревнованиях, включенных в официальный календарь Международной федерации скалолазания.
Считаясь поначалу окном в альпинизм, скалолазание в течение двух столетий росло под его крылом, и всего за двадцать лет стало соревновательным видом спорта, таким оно вошло в новое тысячелетие.

## Структура IFSC

### Члены федерации
| Argentina                             | Federacion Argentina de Ski Y Andinismo                                                            | FASA         | http://www.fasa.org.ar                                                           |
| Australia                             | Sport Climbing Australia                                                                           | SCA          | http://www.sportclimbingaustralia.org.au                                         |
| Austria                               | Österreichischer Wettkletterverband                                                                | ÖWK          | https://web.archive.org/web/20161021170645/http://xn--wk-eka.at/                 |
| Belarus                               | Belarus Alpine Federation                                                                          | BAF          |                                                                                  |
| Belgium                               | Climbing and Mountaineering Belgium                                                                | CMBEL        | https://web.archive.org/web/20170612092221/http://belalpclub.org/                |
| Bosnia-Herzegovina                    | Mountaineering Union of Bosnia — Herzegovina                                                       | PSBH         | http://www.psbih.ba                                                              |
| Brazil                                | Confederação Brasileira de Montanhismo e Escalada                                                  | CBME         | http://www.cbme.org.br                                                           |
| Bulgaria                              | Bulgarian Climbing and Mountaineering Federation                                                   | BCMF         | http://www.bfka.org                                                              |
| Canada                                | The Alpine Club of Canada — Competition Climbing Canada / Competition d'Escalade Canada            | ACC / CEC    | http://www.competitionclimbingcanada.com                                         |
| Chile                                 | Federacion de Andinismo de Chile                                                                   | FEACH        | https://web.archive.org/web/20160115171613/http://www.feach.cl/                  |
| China                                 | Chinese Mountaineering Association                                                                 | CMA          | http://www.cmasports.cn                                                          |
| Chinese Taipei                        | Chinese Taipei Alpine Association                                                                  | CTAA         | http://www.mountaineering.org.tw                                                 |
| Croatia                               | Hrvatski Planinarski Savez (Croatian Mountaineering Assocociation)                                 | HPS          | http://www.plsavez.hr                                                            |
| Cyprus                                | Cyprus Mountaineering and Climbing Federation                                                      | CMCF         | http://www.komoa.com                                                             |
| Czech republic                        | Cesky horolezecky svaz (Czech mountaineering association)                                          | CHS          | http://www.horosvaz.cz                                                           |
| Denmark                               | Dansk Klatreforbund/Danish Climbing Association                                                    | DKF/DCA      | http://www.klatreforbund.dk                                                      |
| Ecuador                               | Federacion Ecuatoriana de Andinismo y Escalada                                                     | FEDAN        | https://web.archive.org/web/20190103071606/http://fedan.org/                     |
| Finland                               | Finnish Climbing association                                                                       | FCA          | http://www.climbing.fi                                                           |
| Former Yugoslav Republic of Macedonia | Macedonian Mountain Sport Federation                                                               | MMSF         | https://web.archive.org/web/20090817181317/http://www.climbing.org.mk/           |
| France                                | Fédération Française de la montagne et de l'escalade                                               | FFME         | http://www.ffme.fr                                                               |
| Georgia                               | Mountaineering and Climbing Association of Georgia                                                 | MCAG         |                                                                                  |
| Germany                               | Deutscher Alpenverein                                                                              | DAV          | http://www.alpenverein.de                                                        |
| Great Britain                         | British Mountaineering Council                                                                     | BMC          | http://www.thebmc.co.uk                                                          |
| Greece                                | Hellenic Federation of Mountaineering and Climbing                                                 | HFMCU (EOOA) | http://www.eooa.gr                                                               |
| Guatemala                             | Federación Nacional de Andinismo de Guatemala                                                      | FNAG         |                                                                                  |
| Hong Kong                             | Hong Kong Mountaineering Union                                                                     | HKMU         | http://www.hkmu.org.hk                                                           |
| Hong Kong                             | Hong Kong Sport Climbing Union                                                                     | HKSCU        | https://web.archive.org/web/20190307015841/https://www.hkscu.org/                |
| Hungary                               | Hungarian Mountaineering and Sport Climbing Federation                                             | MHSSz        | http://www.mhssz.hu                                                              |
| India                                 | Indian Mountaineering Foundation                                                                   | IMF          | http://www.indmount.org                                                          |
| Indonesia                             | Federasi Panjat Tebing Indonesia                                                                   | FPTI         | http://www.fpti-climbing.org Архивная копия от 23 ноября 2019 на Wayback Machine |
| Iran                                  | Iran Mountaineering and Sport Climbing Federation                                                  | IRI MF       | https://web.archive.org/web/20180805144338/http://iranmountfed.com/              |
| Ireland                               | Mountaineering Ireland                                                                             | MI           | http://www.mountaineering.ie                                                     |
| Israel                                | The Israeli Organization of Sport Climbing                                                         | IOSC         |                                                                                  |
| Italy                                 | Federazione Arrampicata Sportiva Italiana                                                          | FASI         | http://www.federclimb.it                                                         |
| Japan                                 | Japan Mounatineering Association                                                                   | JMA          | http://www.jma-sangaku.or.jp/                                                    |
| Kazakhstan                            | Mountaineering and Climbing Federation of Republic of Kazakhstan                                   | MCFRK        | http://www.mountain.kz                                                           |
| Kirgiz Republic                       | Federation of Mountaineering Rock and Ice Climbing of Kirgiz Republic                              | FMRICK       |                                                                                  |
| Korea                                 | Korean Alpine Federation                                                                           | KAF          | http://www.kaf.or.kr                                                             |
| Latvija                               | Latvian Alpinist Asocciation                                                                       | LAA          | http://www.climbing.lv                                                           |
| Luxembourg                            | Fédération Luxembourgeoise d'Escalade, de Randonnée et d'Alpinisme                                 | FLERA        | http://www.flera.lu                                                              |
| Malaysia                              | Persekutuan Mendaki Malaysia (Malaysia Mountaineering Federation)                                  | PMM          |                                                                                  |
| Mexico                                | federacion mexicana de deportes de montana y escalada , ac                                         | FMDMYE       | http://www.montanayescalada.org                                                  |
| the Netherlands                       | Koninklijke Nederlandse Klim- en Bergsportvereniging                                               | NKBV         | http://www.nkbv.nl                                                               |
| Nepal                                 | Nepal Mountaineering Association                                                                   | NMA          | http://www.nepalmountaineering.org                                               |
| New Zealand                           | New Zealand Sportclimbing Federation                                                               | CNZ          | http://www.nzsf.org.nz                                                           |
| Norway                                | The Norwegian Climbing Federation                                                                  | NCF          | http://www.klatring.no                                                           |
| Peru                                  | Federacion Deportiva Peruana de Andinismo y Deportes de Invierno                                   | FEPADI       | http://www.fepadi.org                                                            |
| Phillipines                           | Sport Climbing Association of the Philippines                                                      | SCAPI        | https://web.archive.org/web/20170622181227/http://www.scapi.org/                 |
| Poland                                | Polski Zwiazek Alpinizmu (Polish Mountaineering Association)                                       | PZA          | http://www.pza.org.pl                                                            |
| Portugal                              | Federação de Campismo e Montanhismo de Portugal                                                    | FCMP         | http://www.fcmportugal.com                                                       |
| Portugal                              | Federação Portuguesa de Montanhismo e Escalada / Portuguese Mountaineering and Climbing Federation | FPME         | http://www.fpme.org                                                              |
| Romania                               | Romanian Federation of Mountaineering and Climbing                                                 | FRAE         | https://web.archive.org/web/20160628000356/http://www.fralpinism.ro/             |
| Russia                                | Climbing Federation of Russia                                                                      | CFR          | http://www.c-f-r.ru                                                              |
| Serbia                                | Sports Climbing Federation of Serbia                                                               | SCFS         |                                                                                  |
| Republic of Singapore                 | Singapore Mountaineering Federation                                                                | SMF          | https://web.archive.org/web/20190609151657/http://www.smf.org.sg/                |
| Slovakia                              | Slovak Mountaineering Union JAMES                                                                  | SMU JAMES    | http://www.james.sk                                                              |
| Slovenia                              | Alpine Association of Slovenia                                                                     | PZS          | http://www.pzs.si/ksp                                                            |
| Spain                                 | Federación Española de Deportes de Montaña y Escalada                                              | FEDME        | http://www.fedme.es                                                              |
| Sweden                                | Swedish Climbing Federation                                                                        | SKF          | http://www.klatterforbundet.com                                                  |
| Switzerland                           | Swiss Alpine Club SAC                                                                              | SAC          | https://web.archive.org/web/20180308045939/http://www.sac-cas.ch/                |
| Thailand                              | The Sport Climbing Association of Thailand                                                         | SCAT         |                                                                                  |
| Turkey                                | Turkish Mountaineering Federation                                                                  | TDF/TMF      | https://web.archive.org/web/20110522120341/http://www.tdf.org.tr/                |
| Ukraine                               | Ukrainian Mountaineering and Climbing Federation                                                   | UMF          | http://fais.org.ua/                                                              |
| USA                                   | USA Climbing                                                                                       | USAC         | http://www.usaclimbing.org                                                       |
| Uzbekistan                            | Federation of Mountaineering and Rock Climbing of Uzbekistan                                       | FMCU         | http://www.alpinist.uz                                                           |
| Venezuela                             | Federacion Venezolana de Escalada Deportiva                                                        | FEVED        | http://www.feved.com                                                             |